# Joanna Gotlib
Joanna Gotlib – polska pedagożka, profesor nauk o zdrowiu, wykładowczyni Warszawskiego Uniwersytetu Medycznego.

## Życiorys
Joanna Gotlib ukończyła w 2002 studia politologiczne na Uniwersytecie Warszawskim. Studiowała podyplomowo integrację europejską na Akademii Obrony Narodowej (2003–2004) oraz prawo medyczne, bioetykę i socjologię medycyny na WPiA UW (2006–2007). W 2010 doktoryzowała się na Wydziale Nauk o Zdrowiu Warszawskiego Uniwersytetu Medycznego na podstawie pracy Ocena wpływu treści kształcenia w uczelniach o różnych profilach na kształtowanie się postaw zawodowych studentów fizjoterapii na tle przemian w polskim systemie kształcenia fizjoterapeutów (promotor – Zdzisław Wójcik). Tamże habilitowała się w 2013, przedstawiając cykl prac Kształtowanie się postaw zawodowych studentów fizjoterapii reprezentujących różne kraje Europy i świata. W 2020 otrzymał tytuł profesora nauk medycznych i nauk o zdrowiu.
Od 2002 związana zawodowo z Warszawskim Uniwersytetem Medycznym. W latach 2002–2006 pracowała w Oddziale Fizjoterapii II Wydziału Lekarskiego WUM. Od 2006 asystentka w Zakładzie Dydaktyki i Efektów Kształcenia Wydziału Nauki o Zdrowiu. Od 2010 adiunktka. W 2011 została koordynatorką Grupy Inicjatywnej ds. wprowadzenia na WUM nauczania na odległość. W późniejszych latach dziekan i prodziekan ds. Oddziału Zdrowia Publicznego Wydziału Nauki o Zdrowiu oraz kierowniczka Zakładu Dydaktyki i Efektów Kształcenia.
Jej zainteresowania naukowe obejmują: podnoszenie i zapewnianie jakości kształcenia na uczelniach medycznych, nowe metody edukacyjne, w tym techniki nauczania na odległość (e-learning, blended learning) oraz problematykę wykorzystania wyników badań naukowych w praktyce klinicznej. Wśród wypromowanych przez nią doktorów znaleźli się: Piotr Konrad Leszczyński (2018), Paweł Koczkodaj (2019).
Członkini Rady Głównej Nauki i Szkolnictwa Wyższego.